# Seigneurie de Belœil
La seigneurie de Beloeil (1694-?) fut une seigneurie fondée sur la Rive-Sud du fleuve Saint-Laurent, au sud de la Ville de Montréal, à l'époque de la Nouvelle-France. Elle était située en Montérégie actuelle.

## Naissance de la seigneurie de Beloeil
L'histoire officielle de Belœil commence le 18 janvier 1694, le jour où le gouverneur Jean Bochart de Champigny accorda la seigneurie à Joseph Hertel; celui-ci n'avait alors que 23 ans. Cependant, Hertel habitait toujours à Trois-Rivières à cette époque et il ne vint jamais s'installer dans sa seigneurie de Belœil. Au cours de ces années, Joseph Hertel aura besoin de capital pour ses activités et il décidera donc de vendre la seigneurie de Beloeil le 25 février 1711à Charles Le Moyne, baron de Longueuil, qui devient ainsi le deuxième seigneur de Beloeil. 
Selon le plus ancien document en possession et qui mentionne ce toponyme, c'est un acte de concession qu'obtient Charles Le Moyne, le 24 mars 1713, pour l'agrandissement de sa seigneurie nouvellement acquise. Ce document est connu sous le nom de "l'Augmentation de Belleüil". La seigneurie avait été octroyée en 1694 à Joseph Hertel. Ce dernier l'a vendue en 1711 à Charles Le Moyne. La seigneurie de Belœil couvre un territoire qui englobe aujourd'hui les municipalités de Saint-Mathieu-de-Belœil, de Belœil, de McMasterville et d'une partie de Sainte-Julie et probablement aussi une partie de Saint-Amable.
Le fonds d'archives de la seigneurie de Beloeil est conservé au centre d'archives de Montréal de Bibliothèque et Archives nationales du Québec.